# Benedetto Gola
Benedetto Gola (Chieri, 28 dicembre 1904 – Castellamonte, 10 novembre 1988) è stato un calciatore, ingegnere e dirigente sportivo italiano.

## Carriera
È stato il dirigente della Juventus che coadiuvò l'allenatore Carlo Bigatto a partire dalla nona giornata del campionato di Serie A 1934-1935, che si concluse con la vittoria del settimo scudetto da parte della squadra piemontese, l'ultimo titolo del ciclo di cinque scudetti consecutivi.